# فالون غونغ
فالون غونغ أو فالون دافا (بالصينية: 法輪功) هي تمرينات روحانية نشأت في الصين في عام 1992 بواسطة لي هونغجي. يقوم الأشخاص الذين يتبعون ممارسات فالون غونغ بالقيام بخمسة تمارين بالإضافة لقراءة كتب لي هونغجي. يؤمنون بالحق، والرحمة، والصبر، كما يؤمنون بأن هذه التمارين ستجعلهم صحيين. حوالي 70 مليون شخص في الصين يمارسون فالون غونغ بحسب إحصائيات الحكومة في 1998.

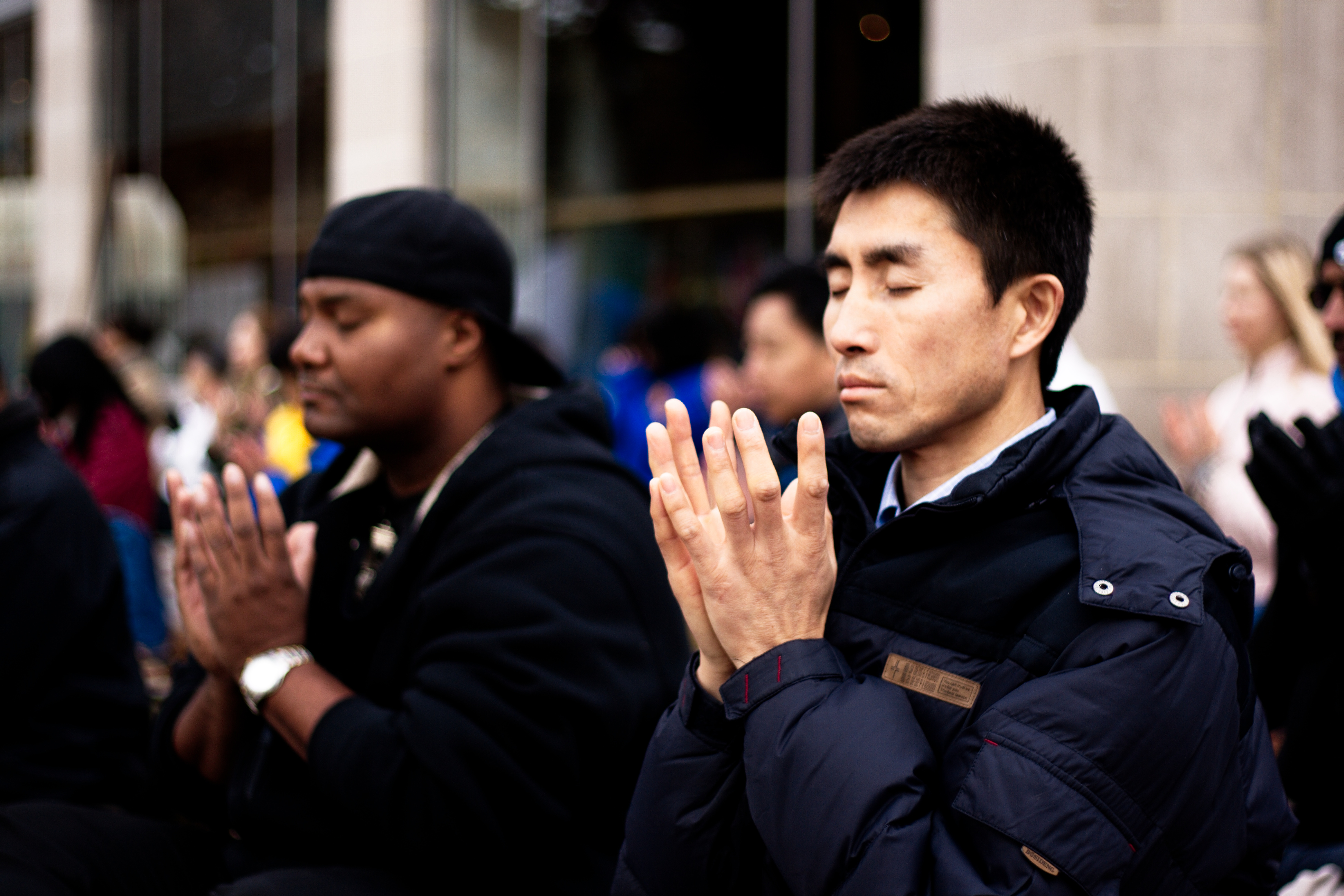
أتباع للفالون غونغ خلال مظاهرة في واشنطن العاصمة

إثر ذلك بدأ الممارسون يتعرضون لمضايقات متتالية منها مهاجمة إحدى الصحف الصينية (الغوانغمينغ دايلي) لهم ومنها صدور اعتقالات بحق بعض الممارسين، وعندما ضاق الممارسون ذرعا بهذه الاعتداءات، تجمّع حشد كبير منهم في 25 أبريل 1999 أمام مبنى حكومة الصين بجونغنانهاي ليطالبوا بطريقة سلمية بحقهم في الممارسة وليبينوا لأعضاء الحكومة أنهم لم يفعلوا شيئا خطأ، فما هي إلا أن ثارت ثائرة جيانغ زمين وأصدر قرارا باسم الحزب الشيوعي الصيني بمنع فالون غونغ واعتبارها ممارسة غير قانونية. فبدأت الشرطة بحبس التابعين وتعذيبهم. إلى يومنا هذا نجد 4035 حالة موثقة عن وفاة ممارسين جراء التعذيب. لم يرغب الحزب الشيوعي الصيني بأن تزداد شعبية فالون غونغ لأنه نظام مخالف لعقائده، كما أصبح يخشى أن تفوق شعبية الفالون غونغ شعبية الحزب الشيوعي. اليوم يطالب الكثيرون من خارج الصين بأن يتم التوقف الفوري عن اضطهاد ممارسي فالون غونغ.